# Campanha da Fraternidade de 2014
A Campanha da Fraternidade de 2014 é um evento organizado pela Conferência Nacional dos Bispos do Brasil (CNBB) com o tema Fraternidade e Tráfico Humano. O lema da campanha é um versículo da Epístola aos Gálatas: É para a liberdade que Cristo nos libertou (Gl 5, 1). A exemplo das campanhas anteriores, o evento teve início na quarta-feira de cinzas e se estendeu por todo o período da quaresma.

## Tema
O tema adotado resultou de uma iniciativa do Setor Pastoral da Mobilidade Humana da CNBB lançada em outubro de 2010, inicialmente voltada para a campanha de 2013. A proposta apresentava como justificativa o grande número de denúncias envolvendo o tráfico de mulheres, crianças e adolescentes no Brasil. Estudo publicado pela Organização Internacional do Trabalho em junho de 2012 estima que o número de vítimas do tráfico humano chega a 20,9 milhões de pessoas.

## Hino e cartaz
O hino e  o cartaz da campanha foram escolhidos pelo Conselho Episcopal Pastoral a partir de uma consulta com ampla participação de diversas comunidades em todo o Brasil.

## Lançamento oficial
O lançamento oficial da campanha ocorreu no dia 5 de março na sede da CNBB, em Brasília e contou com a presença do ministro da Justiça José Eduardo Cardozo, do secretário-geral da CNBB Dom Leonardo Steiner e da pastora Romi Márcia Bencke, secretária executiva do Conselho Nacional de Igrejas Cristãs.